# Hosjön, Gästrikland
Hosjön är en sjö i Hofors kommun i Gästrikland och ingår i Gavleåns huvudavrinningsområde. Sjön har en area på 0,0926 kvadratkilometer och ligger 205 meter över havet. Sjön avvattnas av vattendraget Stavtjärnbäcken.

## Delavrinningsområde
Hosjön ingår i det delavrinningsområde (670777-152951) som SMHI kallar för Utloppet av Hosjön. Medelhöjden är 221 meter över havet och ytan är 0,83 kvadratkilometer. Det finns inga avrinningsområden uppströms utan avrinningsområdet är högsta punkten. Stavtjärnbäcken som avvattnar avrinningsområdet har biflödesordning 3, vilket innebär att vattnet flödar genom totalt 3 vattendrag innan det når havet efter 80 kilometer. Avrinningsområdet består mestadels av skog (88 procent). Avrinningsområdet har 0,09 kvadratkilometer vattenytor vilket ger det en sjöprocent på 11,2 procent.